# Miscanthus nudipes
Miscanthus nudipes là một loài thực vật có hoa trong họ Hòa thảo. Loài này được (Griseb.) Hack. mô tả khoa học đầu tiên năm 1889.